# ATC代码 (A06)
ATC代码A06（轻泻药）是解剖学治疗学及化学分类系统的一个药物分组，这是由世界卫生组织药物统计方法整合中心所制定的药品及其它医用产品的官方分类系统。分组A06是A消化系统和代谢系统的一部分。
兽用代码（ATCvet码）可以在人用ATC代码前加Q字母：QA06等。
国家ATC分类可能包括列表中没有的其它分类，列表为世界卫生组织（WHO）版本。

## A06A轻泻药（Laxatives）

### A06AA 软化药，润滑药（Softeners, emollients）
A06AA01 液体石蜡（Liquid paraffin）
A06AA02 多库酯钠（Docusate sodium）
A06AA51 液体石蜡，复方（Liquid paraffin, combinations）

### A06AB 接触性轻泻药（Contact laxatives）
A06AB01 双醋酚丁（Oxyphenisatine）
A06AB02 比沙可啶（Bisacodyl）
A06AB03 丹蒽醌（Dantron）
A06AB04 酚酞（Phenolphthalein）
A06AB05 蓖麻油（Castor oil）
A06AB06 番泻叶苷（Senna glycosides）
A06AB07 波希鼠李皮（Cascara）
A06AB08 匹可硫酸钠（Sodium picosulfate）
A06AB09 双酚沙丁（Bisoxatin）
A06AB20 接触性轻泻药复方（Contact laxatives in combination）
A06AB30 带有颠茄生物碱的接触性轻泻药复方（Contact laxatives in combination with belladonna alkaloids）
A06AB52 比沙可啶，复方（Bisacodyl, combinations）
A06AB53 丹蒽醌，复方（Dantron, combinations）
A06AB56 番泻叶苷，复方（Senna glycosides, combinations）
A06AB57 波希鼠李皮，复方（Cascara, combinations）
A06AB58 匹可硫酸钠，复方（Sodium picosulfate, combinations）

### A06AC 本体药物（Bulk producers）
A06AC01 卵叶车前子（Ispaghula (psylla seeds)）
A06AC02 羟乙基纤维素乙基醚（Ethulose）
A06AC03 梧桐子（Sterculia）
A06AC05 亚麻子（Linseed）
A06AC06 甲基纤维素（Methylcellulose）
A06AC07 小麦 (小麦纤维) （Triticum (wheat fibre)）
A06AC08 聚卡波非钙（Polycarbophil calcium）
A06AC51 卵叶车前子，复方（Ispaghula, combinations）
A06AC53 梧桐子，复方（Sterculia, combinations）
A06AC55 亚麻子，复方（Linseed, combinations）

### A06AD 渗透作用的轻泻药（Osmotically acting laxatives）
A06AD01 碳酸镁（Magnesium carbonate）
A06AD02 氧化镁（Magnesium oxide）
A06AD03 过氧化镁（Magnesium peroxide）
A06AD04 硫酸镁（Magnesium sulfate）
A06AD10 无机盐复方（Mineral salts in combination）
A06AD11 乳果糖（Lactulose）
A06AD12 拉克替醇（Lactitol）
A06AD13 硫酸钠（Sodium sulfate）
A06AD14 季戊四醇（Pentaerithrityl）
A06AD15 聚乙二醇（Macrogol）
A06AD16 甘露醇（Mannitol）
A06AD17 磷酸钠（Sodium phosphate）
A06AD18 山梨醇（Sorbitol）
A06AD19 枸橼酸镁（Magnesium citrate）
A06AD21 酒石酸钠（Sodium tartrate）
A06AD61 乳果糖，复方（Lactulose, combinations）
A06AD65 聚乙二醇，复方（Macrogol, combinations）

### A06AG 灌肠药（Enemas）
A06AG01 磷酸钠（Sodium phosphate）
A06AG02 比沙可啶（Bisacodyl）
A06AG03 丹蒽醌，含其复方（Dantron, including combinations）
A06AG04 甘油（Glycerol）
A06AG06 油（Oil）
A06AG07 山梨糖醇（Sorbitol）
A06AG10 多库酯钠（磺琥辛酯钠），含其复方（Docusate sodium, including combinations）
A06AG11 硫酸月桂酯，含其复方（Laurilsulfate, including combinations）
A06AG20 复方（Combinations）

### A06AH 外周阿片受体拮抗剂（Peripheral opioid receptor antagonists）
A06AH01 溴化甲基纳曲酮（Methylnaltrexone bromide）
A06AH02 爱维莫潘（Alvimopan）

### A06AX 其它轻泻药（Other laxatives）
A06AX01 甘油（Glycerol）
A06AX02 产生二氧化碳的药（Carbon dioxide producing drugs）
A06AX03 鲁比前列酮（Lubiprostone）